# Louis Errembault
Louis Errembault, chevalier, membre de la noble famille des Errembault, seigneur de Dudzeele, du Breucq et de Fermont (né le 7 mai 1625 à Tournai et mort le 14 juillet 1694 à Tournai) fut un juriste et homme politique des Pays-Bas méridionaux.

## Biographie
Louis Errembault était le fils de Gilles Errembault (1595-1667), greffier des échevinages de Tournai. Il fut admis dans la bourgeoisie de Tournai le 9 février 1650 et épousa le 5 août suivant Marie van der Beken (1629-1712), dame de Coutre, fille de Denis van der Beken, conseiller au Conseil de Flandre, et de Marie Hovine.
Il fut nommé conseiller au bailliage de Tournai, par lettres patentes du roi Philippe IV, le 28 janvier 1651, puis conseiller et maître des requêtes au Grand conseil des Pays-Bas à Malines le 19 mai 1657.  
Il succéda à Jean-Baptiste della Faille d'Assenede en tant que président du Conseil de Flandre le 7 mars 1668, fonctions qu'il cumula avec celles de conseiller-trésorier et garde des Chartes de Flandre. Le marquis de Castel Rodrigo et le connétable de Castille le chargèrent de procéder au renouvellement de la loi de la ville de Gand. Le roi Charles II d'Espagne le nomma également commissaire intendant général de la province de Flandre et inspecteur des troupes hispano-belges, afin de veiller à l'exécution du règlement sur les milices. 
À la suite de la prise de la cité de Gand par les troupes françaises au cours de la Guerre de Hollande, Errembault accepta de prêter serment au roi Louis XIV, qui le nomma commissaire royal au renouvellement du magistrat de la ville. Quand la ville fut rendue aux Espagnols à la suite du traité de Nimègue, Errembault demeura au service du roi de France.
Il devint président à mortier au Conseil souverain de Flandres à Tournai et conseiller du roi en ses conseils.